# Денисов, Игорь Владимирович
И́горь Владимирович Дени́сов (род. 17 мая 1984, Ленинград) — российский футболист, полузащитник. Заслуженный мастер спорта России.
Заслуженный мастер спорта России (2008). Четырёхкратный чемпион России, трёхкратный обладатель Кубка России, обладатель Кубка УЕФА и Суперкубка УЕФА.

## Биография
Воспитанник петербургских футбольных школ «Турбостроитель» (первый тренер М. А. Шаров) и «Смена».

### Личная жизнь
Жена Елена. Дети Виктория (родилась 1 апреля 2005 года), Игорь (родился 26 сентября 2008 года), Иван и Даниил (родились 18 декабря 2011 года).
Любит собак, шахматы и теннис. Однажды сыграл три партии в шахматы с гроссмейстером Петром Свидлером.
В 2005 году Денисов очень активно праздновал день рождения в клубе «Лукоморье». Местные жители вызвали милицию. Когда те прибыли, Денисов, раздевшись до пояса, предложил лейтенанту Павлу Васильеву выяснить отношения на кулаках. 9 августа 2010 года подрался с инструктором автошколы № 3 РОСТО (ДОСААФ), который, уходя от столкновения с джипом футболиста, перегородил ему дорогу. Денисов сломал инструктору нос, а сам повредил ногу.
Занимается дайвингом.

## Клубная карьера

### «Зенит»
Родился в Ленинграде, в детстве посещал местные школы «Турбостроитель» и «Смена». С 2001 года играл за петербургский «Зенит». В возрасте 16 лет у него были обнаружены проблемы с лишним весом. Дебютировал в основном составе клуба в 2002 году в матче против ЦСКА. Уже со следующего года стал постоянно выходить в основе, время от времени принимая участие в играх дубля. Полностью раскрылся под руководством Дика Адвоката, завоевав вместе с командой титулы чемпиона России, обладателя Суперкубка России, Кубка и Суперкубка УЕФА.

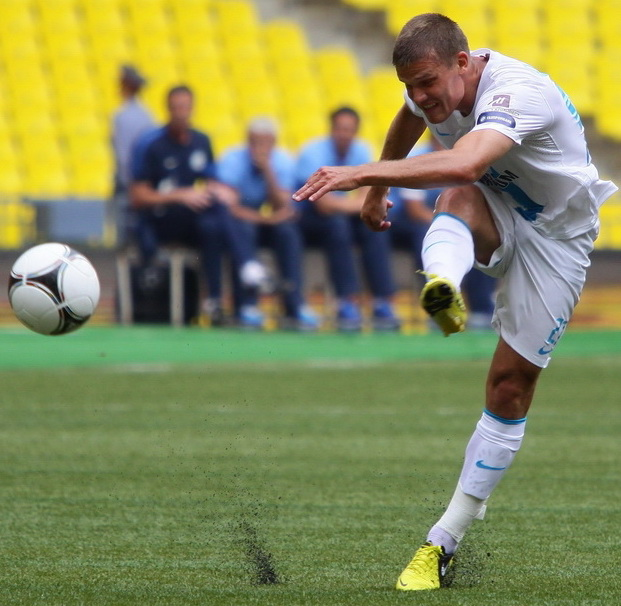
Денисов в 2012 году

В 2003 году провёл в основе 19 матчей и забил 2 гола, выиграв с командой серебряные медали чемпионата. В следующем сезоне забил уже 6 голов в 20 матчах. В победном для «Зенита» сезоне 2007/08 провёл 32 матча во всех турнирах, забил 3 гола. 14 мая 2008 года забил первый гол в финальном поединке Кубка УЕФА против «Рейнджерс», который в итоге стал победным (2:0).
Выступал на позиции опорного полузащитника, однако с приходом в команду Анатолия Тимощука функции на поле несколько изменились и стал действовать ближе к атаке. После ухода Тимощука вновь стал опорным полузащитником.
Известен своим непростым характером. Так, в сентябре 2010 года во время открытой тренировки «Зенита» едва не устроил драку с начальником команды, своим бывшим одноклубником Владиславом Радимовым. Это произошло во время двусторонки, когда Радимов, судивший игру, усмотрел нарушение правил со стороны Денисова. После этого футболист на глазах журналистов и болельщиков нецензурно выругался в адрес Радимова. Главный тренер «Зенита» Лучано Спаллетти заявил, что «Денисов ни в коем случае не должен был возмущаться действиями моего помощника. Есть определённые границы, через которые нельзя переступать».
После матча 27 октября 2010 года «Спартак» (Москва) — «Зенит», в котором победу одержали москвичи со счётом 1:0, Денисов, по словам делегата матча Андрея Бутенко, спровоцировал конфликт, ударив мячом в сторону тренерской скамейки «Спартака», но попав в телекамеру. Со слов тренеров «Спартака» затем Денисов приблизился к ним и начал нецензурно оскорблять. После этого рядом с полем возникла потасовка с участием игроков и сотрудников двух клубов. После матча Денисов отказался общаться с делегатом матча. Комментатор канала «НТВ-Плюс» Константин Генич, находившийся у кромки поля, подтвердил, что зачинщиком инцидента был Денисов, нецензурно выругавшийся в адрес тренерской скамейки «Спартака». 12 ноября комитет по этике РФС дисквалифицировал Денисова на 4 игры с формулировкой «за агрессивное и оскорбительное поведение, выраженное в унижении достоинства представителей „Спартака“ и его главного тренера Валерия Карпина, и провокацию последующего конфликта между представителями команд». При этом главный тренер Карпин также был дисквалифицирован на 2 игры, а нанесший удар тренеру «Зенита» Игорю Симутенкову физиотерапевт «Спартака» — на полгода. Председатель комитета по этике Алу Алханов объяснил более длительный по сравнению с Карпиным срок дисквалификации Денисова тем, что конфликт произошёл именно в «результате бездумных и неоправданных поступков Денисова». Сам Денисов на заседании комитета по этике отсутствовал, хотя и был приглашён.
По итогам сезона 2011/2012 был признан лучшим футболистом года по версии РФС. Его трансферная стоимость заметно подросла, а сам игрок затребовал повышение заработной платы.
22 сентября 2012 года перед матчем «Зенита» и «Крыльев Советов» Денисов отказался выходить на поле, после чего был переведён в дублирующий состав команды вместе с одноклубником, Александром Кержаковым. Есть версия, что отказ выходить на поле был связан с желанием Денисова повысить ему заработную плату, несмотря на то, что «у него одна из самых высоких зарплат и в клубе, и вообще в лиге, ещё с весны» Главный тренер команды, Лучано Спаллетти, сказал, что ситуация в команде неспокойная, а мысли и идеи некоторых игроков ошибочны. Руководство «Зенита» посчитало, что требования Денисова по пересмотру контракта, подписанного до 2015 года, являются необоснованными, а действия его перед матчем непрофессиональными. Сам игрок в интервью сообщил, что для него в этой ситуации «деньги не главное, а главное правильное устройство команды». Что он не против легионеров, а против того, чтобы те получали в три раза больше. А невыход футболиста перед матчем с «Крыльями Советов» был связан с тем, что за три часа до начала матча к нему подошли представители клуба и стали обсуждать возможные суммы контракта, что для футболиста в такой обстановке показалось неприятным(по сообщению издания Фонтанка.ру Денисов, по сравнению с двумя купленными новыми футболистами, получал лишь чуть меньше Халка, зарабатывавшего около 4 млн евро, и больше Витселя, о чём, правда, не догадывался). После этого бразилец Халк попытался встретиться с Денисовым, чтобы наладить отношения, однако российский футболист от встречи отказался. В ситуацию пришлось вмешаться председателю правления «Газпрома», владеющего «Зенитом», Алексею Миллеру, который «вместо переговоров с индийскими фирмами, которые могут помочь пополнить бюджет страны», лично полетел на переговоры с футболистом.
1 ноября по инициативе Денисова состоялась встреча с руководством ФК «Зенит».
После встречи Игорь Денисов сделал официальное заявление для клубного сайта: «Мне потребовалось время, чтобы осознать произошедшее. В той ситуации я поступил неправильно, поддавшись эмоциям, и в итоге не смог помочь своим партнерам по команде и оправдать ожидания наших преданных болельщиков. У меня действующий контракт, я должен и хочу отработать его до конца. Я вырос и сформировался как профессионал в „Зените“ и очень хочу приносить пользу своему клубу».
По решению руководства клуба и тренерского штаба, с 1 ноября Денисов приступил к тренировкам с основным составом команды. 4 декабря, после матча Лиги чемпионов с «Миланом», Игорь Денисов обвинил Халка и Акселя Витселя, в том, что те не прикладывали все силы для победы.

### «Анжи»
21 июня 2013 года Денисов официально стал футболистом махачкалинского «Анжи», который заплатил € 15 млн. Контракт был подписан на четыре года. По словам Денисова, в клуб он перешёл из-за главного тренера Гуса Хиддинка. 14 июля дебютировал в составе «Анжи», выйдя в стартовом составе на матч с «Локомотивом». В матче третьего тура против самарских «Крыльев Советов» Денисов был заменён на 84 минуте; после игры клуб сообщил, что Денисов получил небольшое растяжением связок левого голеностопного сустава.
2 августа ряд СМИ сообщили, что у Денисова конфликт с капитаном махачкалинцев Самуэлем Это’о, и что с игроком расторгнут контракт. После матча четвёртого тура чемпионата России против «Ростова» (0:1) председатель совета директоров «Анжи» Константин Ремчуков опроверг эту информацию. По данным газеты «Советский спорт», после матча в Самаре Денисов высказал претензии и. о. главного тренера «Анжи» Рене Мёленстену, за которого вступились сначала Буссуфа, а затем Диарра. Конфликт прекратил капитан махачкалинцев Это`о. По информации газеты «Спорт день за днём», у Денисова с первого дня не сложились отношения с Самуэлем Это’о и Диарра. Денисов считает, что Это’о, якобы принимающий все решения в «Анжи», включая замены по ходу игр, специально давит на него, чтобы освободить место опорного полузащитника для своего друга Диарра. Он был убеждён, что Это’о «снял» Гуса Хиддинка с поста главного тренера «Анжи».

### «Динамо» (Москва)

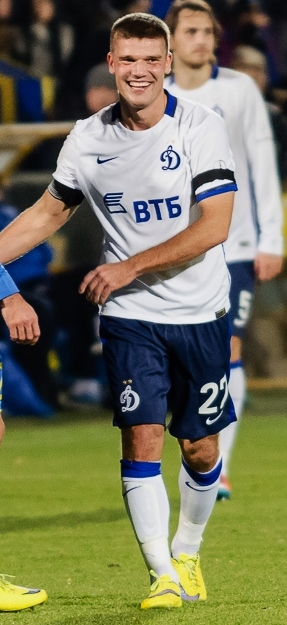
Денисов в московском «Динамо»

16 августа 2013 года официальный сайт «Анжи» сообщил, что Денисов, а также его одноклубники Юрий Жирков и Александр Кокорин продолжат карьеру в московском «Динамо». 18 августа Денисов дебютировал в составе «Динамо» выйдя в стартовом составе на матч с «Краснодаром». Денисов считался игроком основного состава «Динамо», однако стабильно играть в основе полузащитнику мешали регулярные травмы незначительного характера. 9 ноября 2013 года забил первый мяч за «бело-голубых», поразив ворота «Крыльев Советов».
В апреле 2015 года достоянием гласности стал конфликт между Денисовым и главным тренером «Динамо» Станиславом Черчесовым. По данным спортивного интернет-портала «Чемпионат.com» первый инцидент произошёл после матча 20-го тура против «Зенита». Денисов в неподобающей форме выразил недовольство отсутствием в стартовом составе Артура Юсупова, которого Черчесов оставил за пределами заявки на матч из-за того, что Юсупов вёл переговоры о переходе летом 2015 года в состав «Зенита». Черчесов жёстко одёрнул Денисова, указав, что определение состава является всецело прерогативой тренера. После перерыва на игры национальной сборной произошли ещё две конфликтных ситуации между игроком и главным тренером: в частности, Денисов демонстративно отказался пожать Черчесову руку перед игрой с «Локомотивом». По другим источникам, Денисов высказал претензию главному тренеру, что тот в стартовом составе на матч с «Локомотивом» выпустил на футбольное поле на правый фланг обороны Бориса Ротенберга, сына президента и исполнительного директора клуба, вместо играющего обычно на этой позиции защитника Алексея Козлова, а затем в пылу ссоры назвал Черчесова «клоуном». Следствием этого конфликта стало отстранение 7 апреля Денисова от тренировок с основным составом и выставление его на трансфер.
Однако после окончания сезона 2014/2015 Черчесов покинул пост главного тренера, команду возглавил Андрей Кобелев, а Денисов вернулся в основной состав.
В ноябре 2015 года у футболиста снова возник конфликт, теперь уже с врачом клуба, который не стал освобождать игрока от тренировки, после чего главный тренер Кобелев решил отстранить Денисова от основы.

### «Локомотив» (Москва)

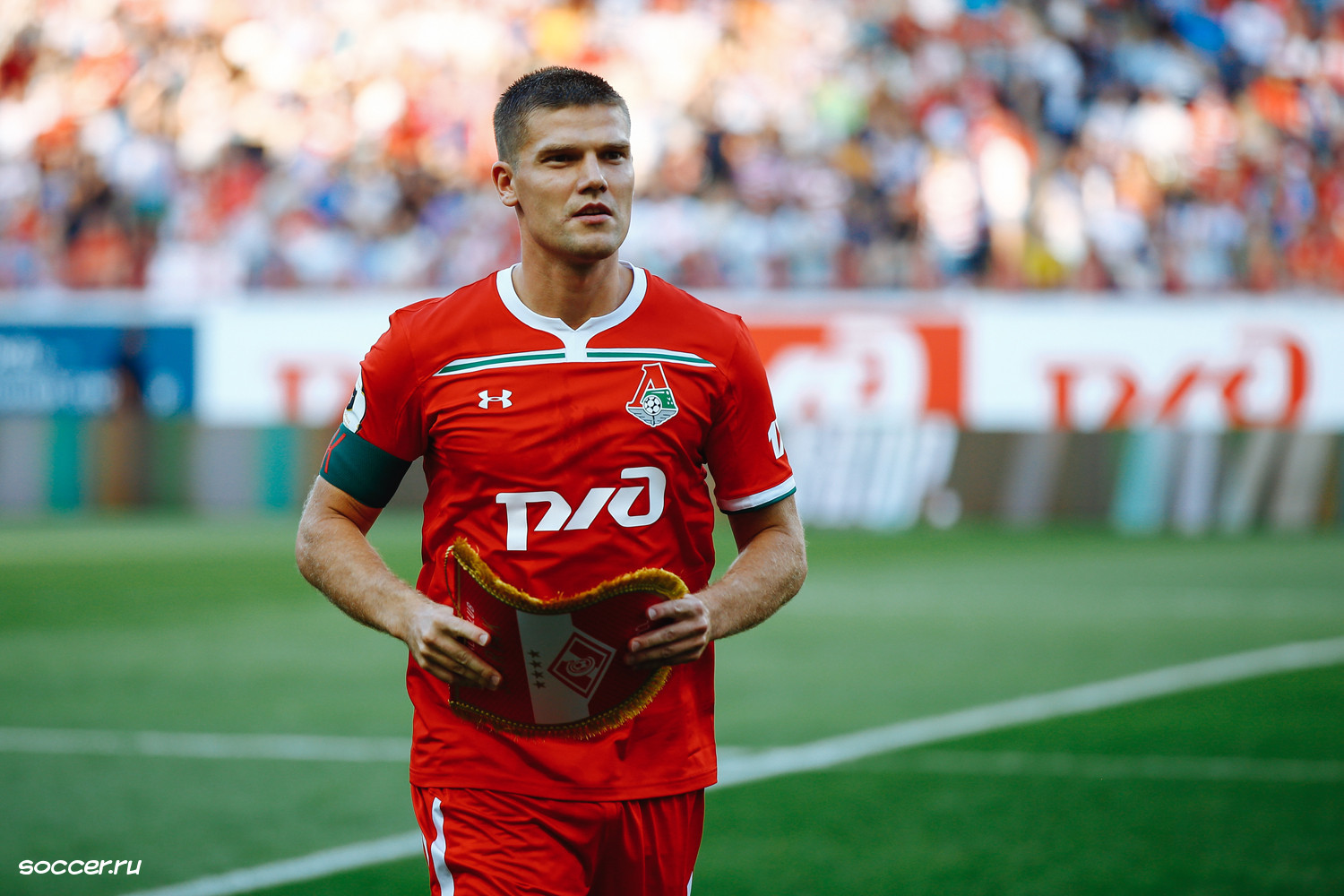
Денисов в «Локомотиве» 2018 г.

31 августа 2016 года перешёл в московский «Локомотив» на правах бесплатной аренды до конца сезона 2016/17 из-за нежелания играть в ФНЛ, куда вылетело «Динамо». 1 декабря забил первый мяч за новый клуб, поразив ворота «Томи». 5 февраля 2017 года подписал полноценный контракт с «Локомотивом», вступающий в силу летом. 2 мая «Локомотив» в финале Кубка России обыграл екатеринбургский «Урал» 2:0, Денисов провёл на поле все 90 минут, а на 76-й минуте стал автором победного гола.
Перед стартом следующего сезона Денисов был назначен капитаном команды, первоначально вместо травмированного Ведрана Чорлуки, а затем на постоянной основе. Этот сезон для полузащитника стал одним из наиболее успешных за последние годы: «Локомотив» впервые за 14 лет сумел стать чемпионом России, а Денисов на протяжении всего сезона был ключевым игроком в построениях Юрия Сёмина.
Первую половину следующего сезона также был игроком стартового состава, однако после зимней паузы не только выпал из основного состава, но и перестал попадать в заявку на матчи. Причиной этого СМИ назвали разногласия между игроком и руководством клуба. В мае 2019 года представитель полузащитника Михаил Прокопец заявил, что футболист находится на больничном из-за ангины, а генеральный директор «Локомотива» Василий Кикнадзе сообщил, что Денисов уже несколько недель не появляется в расположении клуба. В конце мая 2019 года покинул расположение клуба, соглашение было расторгнуто по обоюдному согласию.
29 мая 2019 года было объявлено, что Денисов принял решение завершить карьеру.
Летом 2020 года возглавивший «Ахмат» Андрей Талалаев пытался пригласить Денисова в команду, но тот ответил, что готов был бы возобновить карьеру только в случае предложения «Зенита».

## Карьера в сборной
Выступал за молодёжную сборную России, был её капитаном, участник отборочных турниров к летним Олимпийским играм 2004 и 2008 годов.
Денисов мог отправиться на Евро-2008, но из-за разных причин отказался ехать в сборную. По одной версии, он обиделся на то, что его не включили в расширенный список 25 кандидатов, а пригласили в сборную только после победы в Кубке УЕФА. По другим данным, Хиддинк его включил в список, но в «Зените» попросили не озвучивать фамилию Денисова до финала Кубка УЕФА, чтобы не отвлекать игрока от матча. Также есть версия, что игрока неправильно поняли. На следующий день после отказа Игорь Денисов встретился с Гусом Хиддинком в Москве, они поговорили, и футболист высказал готовность прибывать на следующие матчи сборной.

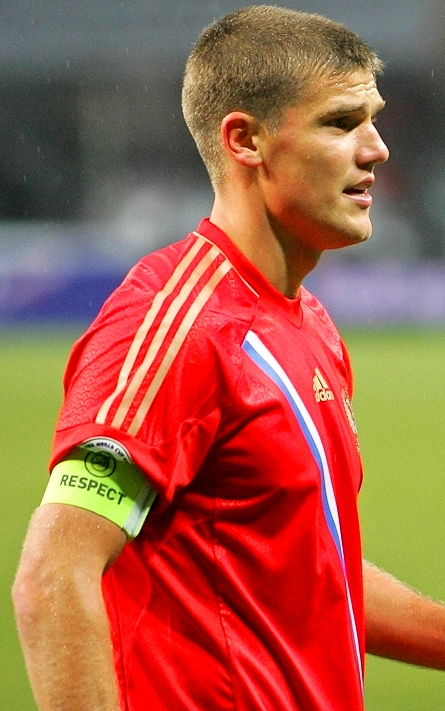
Денисов в матче с Португалией (2012)

11 октября 2008 года дебютировал в национальной сборной в возрасте 24 лет в матче отборочного цикла чемпионата мира 2010 против команды Германии, выйдя в стартовом составе и отыграв все 90 минут. Сборная России проиграла этот матч со счётом 1:2. С тех пор Игорь стал крепким игроком основного состава сборной. Принял участие в 10 из 12 матчах отборочного цикла к чемпионату мира 2010, на который сборная России попасть не сумела.
Первым международным турниром в карьере Денисова стал чемпионат Европы 2012. На этом турнире сборная России не смогла выйти из группы, проиграв решающий матч сборной Греции 0:1. Игорь принял участие во всех трёх матчах сборной на Евро, однако результативными действиями отметиться не сумел.
После того как новым главным тренером сборной стал Фабио Капелло, Денисов стал капитаном сборной, сменив Андрея Аршавина. Однако уже вскоре полномочия капитана перешли к Роману Широкову и Василию Березуцкому, Денисов же выходил с капитанской повязкой в их отсутствие. На чемпионате мира в Бразилии принял участие в матчах с Южной Кореей и с Алжиром, выйдя на замену вместо Дениса Глушакова как в одной, так и во второй игре.
5 июня 2016 года Денисов, включённый в заявку сборной России на чемпионат Европы во Франции, получил травму мышцы задней поверхности бедра в товарищеском матче против сборной Сербии, а после игры врачи заявили, что травма не позволит ему сыграть на чемпионате Европы. 6 июня 2016 Денисова в сборной заменил Артур Юсупов.
Матч против Сербии стал для Денисова последним за сборную, поскольку после отставки Леонида Слуцкого, которого на посту главного тренера сменил Станислав Черчесов, в сборную он не вызывался.

## Тренерская карьера
В январе 2024 года стал тренером команды 2011 года в Академии ФК «Торпедо». 13 июня Московская федерация футбола отстранила Денисова от любой деятельности, связанной с футболом, на один год условно, а также оштрафовала его на 15 тысяч рублей. Причиной стало участие в матче с «Космосом» 19 мая игрока, который не имел на это права, в результате команда «Торпедо» получила техническое поражение. С декабря 2024 — тренер команды 2011 года рождения СШОР «Зенит».

## Статистика

### Клубная
| Клуб                 | Сезон                | Лига | Лига | Кубки | Кубки | Еврокубки | Еврокубки | Итого | Итого |
| Клуб                 | Сезон                | Игры | Голы | Игры  | Голы  | Игры      | Голы      | Игры  | Голы  |
| -------------------- | -------------------- | ---- | ---- | ----- | ----- | --------- | --------- | ----- | ----- |
| Зенит                | 2002                 | 1    | 0    | 0     | 0     | 0         | 0         | 1     | 0     |
| Зенит                | 2003                 | 19   | 2    | 4     | 1     | 0         | 0         | 23    | 3     |
| Зенит                | 2004                 | 20   | 6    | 0     | 0     | 7         | 1         | 27    | 7     |
| Зенит                | 2005                 | 20   | 5    | 5     | 0     | 7         | 0         | 32    | 5     |
| Зенит                | 2006                 | 25   | 4    | 6     | 0     | 5         | 1         | 36    | 5     |
| Зенит                | 2007                 | 25   | 3    | 4     | 0     | 3         | 0         | 32    | 3     |
| Зенит                | 2008                 | 29   | 1    | 1     | 0     | 14        | 2         | 44    | 3     |
| Зенит                | 2009                 | 28   | 1    | 2     | 0     | 10        | 0         | 40    | 1     |
| Зенит                | 2010                 | 24   | 0    | 3     | 0     | 13        | 1         | 40    | 1     |
| Зенит                | 2011/12              | 40   | 1    | 4     | 0     | 8         | 0         | 52    | 1     |
| Зенит                | 2012/13              | 23   | 0    | 3     | 0     | 8         | 0         | 34    | 0     |
| Всего за «Зенит»     | Всего за «Зенит»     | 254  | 23   | 32    | 1     | 75        | 5         | 361   | 29    |
| Анжи                 | 2013/14              | 3    | 0    | 0     | 0     | 0         | 0         | 3     | 0     |
| Всего за «Анжи»      | Всего за «Анжи»      | 3    | 0    | 0     | 0     | 0         | 0         | 3     | 0     |
| Динамо (Москва)      | 2013/14              | 24   | 1    | 1     | 0     | 0         | 0         | 25    | 1     |
| Динамо (Москва)      | 2014/15              | 13   | 0    | 0     | 0     | 8         | 0         | 21    | 0     |
| Динамо (Москва)      | 2015/16              | 23   | 0    | 2     | 0     | 0         | 0         | 25    | 0     |
| Динамо (Москва)      | 2016/17              | 2    | 0    | 1     | 0     | 0         | 0         | 3     | 0     |
| Всего за «Динамо»    | Всего за «Динамо»    | 62   | 1    | 4     | 0     | 8         | 0         | 74    | 1     |
| Локомотив            | 2016/17              | 23   | 1    | 5     | 1     | 0         | 0         | 28    | 2     |
| Локомотив            | 2017/18              | 27   | 0    | 2     | 0     | 10        | 1         | 39    | 1     |
| Локомотив            | 2018/19              | 17   | 0    | 3     | 0     | 6         | 0         | 26    | 0     |
| Всего за «Локомотив» | Всего за «Локомотив» | 67   | 1    | 10    | 1     | 16        | 1         | 93    | 3     |
| Всего за карьеру     | Всего за карьеру     | 386  | 25   | 46    | 2     | 99        | 6         | 531   | 33    |

### Игры за сборную
| №  | Дата             | Соперник          | Счёт | Голы Денисова | Турнир                   |
| 1  | 11 октября 2008  | Германия          | 1:2  | —             | Отборочные матчи ЧМ-2010 |
| 2  | 15 октября 2008  | Финляндия         | 3:0  | —             | Отборочные матчи ЧМ-2010 |
| 3  | 28 марта 2009    | Азербайджан       | 2:0  | —             | Отборочные матчи ЧМ-2010 |
| 4  | 1 апреля 2009    | Лихтенштейн       | 1:0  | —             | Отборочные матчи ЧМ-2010 |
| 5  | 10 июня 2009     | Финляндия         | 3:0  | —             | Отборочные матчи ЧМ-2010 |
| 6  | 12 августа 2009  | Аргентина         | 2:3  | —             | Товарищеский матч        |
| 7  | 5 сентября 2009  | Лихтенштейн       | 3:0  | —             | Отборочные матчи ЧМ-2010 |
| 8  | 10 октября 2009  | Германия          | 0:1  | —             | Отборочные матчи ЧМ-2010 |
| 9  | 14 октября 2009  | Азербайджан       | 1:1  | —             | Отборочные матчи ЧМ-2010 |
| 10 | 14 ноября 2009   | Словения          | 2:1  | —             | Отборочные матчи ЧМ-2010 |
| 11 | 18 ноября 2009   | Словения          | 0:1  | —             | Отборочные матчи ЧМ-2010 |
| 12 | 3 марта 2010     | Венгрия           | 1:1  | —             | Товарищеский матч        |
| 13 | 8 октября 2010   | Ирландия          | 3:2  | —             | Отборочные матчи ЧЕ-2012 |
| 14 | 12 октября 2010  | Македония         | 1:0  | —             | Отборочные матчи ЧЕ-2012 |
| 15 | 9 февраля 2011   | Иран              | 0:1  | —             | Товарищеский матч        |
| 16 | 26 марта2011     | Армения           | 0:0  | —             | Отборочные матчи ЧЕ-2012 |
| 17 | 29 марта2011     | Катар             | 1:1  | —             | Товарищеский матч        |
| 18 | 4 июля 2011      | Армения           | 3:1  | —             | Отборочные матчи ЧЕ-2012 |
| 19 | 2 сентября 2011  | Македония         | 1:0  | —             | Отборочные матчи ЧЕ-2012 |
| 20 | 7 октября 2011   | Словакия          | 1:0  | —             | Отборочные матчи ЧЕ-2012 |
| 21 | 11 октября 2011  | Андорра           | 6:0  | —             | Отборочные матчи ЧЕ-2012 |
| 22 | 11 ноября 2011   | Греция            | 1:1  | —             | Товарищеский матч        |
| 23 | 29 февраля 2012  | Дания             | 2:0  | —             | Товарищеский матч        |
| 24 | 25 мая 2012      | Уругвай           | 1:1  | —             | Товарищеский матч        |
| 25 | 29 мая 2012      | Литва             | 0:0  | —             | Товарищеский матч        |
| 26 | 1 июня 2012      | Италия            | 3:0  | —             | Товарищеский матч        |
| 27 | 8 июня 2012      | Чехия             | 4:1  | —             | Финальные матчи ЧЕ-2012  |
| 28 | 12 июня 2012     | Польша            | 1:1  | —             | Финальные матчи ЧЕ-2012  |
| 29 | 16 июня 2012     | Греция            | 0:1  | —             | Финальные матчи ЧЕ-2012  |
| 30 | 15 августа 2012  | Кот-д’Ивуар       | 1:1  | —             | Товарищеский матч        |
| 31 | 7 сентября 2012  | Северная Ирландия | 2:0  | —             | Отборочные матчи ЧМ-2014 |
| 32 | 11 сентября 2012 | Израиль           | 4:0  | —             | Отборочные матчи ЧМ-2014 |
| 33 | 12 октября 2012  | Португалия        | 1:0  | —             | Отборочные матчи ЧМ-2014 |
| 34 | 16 октября 2012  | Азербайджан       | 1:0  | —             | Отборочные матчи ЧМ-2014 |
| 35 | 14 ноября 2012   | США               | 2:2  | —             | Товарищеский матч        |
| 36 | 6 февраля 2013   | Исландия          | 2:0  | —             | Товарищеский матч        |
| 37 | 7 июня 2013      | Португалия        | 0:1  | —             | Отборочные матчи ЧМ-2014 |
| 38 | 14 августа 2013  | Северная Ирландия | 0:1  | —             | Отборочные матчи ЧМ-2014 |
| 39 | 6 сентября 2013  | Люксембург        | 4:1  | —             | Отборочные матчи ЧМ-2014 |
| 40 | 10 сентября 2013 | Израиль           | 3:1  | —             | Отборочные матчи ЧМ-2014 |
| 41 | 5 марта 2014     | Армения           | 2:0  | —             | Товарищеский матч        |
| 42 | 26 мая 2014      | Словакия          | 1:0  | —             | Товарищеский матч        |
| 43 | 31 мая 2014      | Норвегия          | 1:1  | —             | Товарищеский матч        |
| 44 | 6 июня 2014      | Марокко           | 2:0  | —             | Товарищеский матч        |
| 45 | 17 июня 2014     | Республика Корея  | 1:1  | —             | Финальные игры ЧМ-2014   |
| 46 | 27 июня 2014     | Алжир             | 1:1  | —             | Финальные игры ЧМ-2014   |
| 47 | 27 марта 2015    | Черногория        | 3:0  | —             | Отборочные матчи ЧЕ-2016 |
| 48 | 5 сентября 2015  | Швеция            | 1:0  | —             | Отборочные матчи ЧЕ-2016 |
| 49 | 8 сентября 2015  | Лихтенштейн       | 7:0  | —             | Отборочные матчи ЧЕ-2016 |
| 50 | 9 октября 2015   | Молдова           | 2:1  | —             | Отборочные матчи ЧЕ-2016 |
| 51 | 12 октября 2015  | Черногория        | 2:0  | —             | Отборочные матчи ЧЕ-2016 |
| 52 | 14 ноября 2015   | Португалия        | 1:0  | —             | Товарищеский матч        |
| 53 | 1 июня 2016      | Чехия             | 1:2  | —             | Товарищеский матч        |
| 54 | 5 июня 2016      | Сербия            | 1:1  | —             | Товарищеский матч        |

Итого по официальным матчам: 54 матча / 0 голов; 31 победа, 14 ничьих, 9 поражений.

## Достижения
Командные
 «Зенит»
- Чемпион России (3): 2007, 2010, 2011/12
- Серебряный призёр чемпионата России (2): 2003, 2012/13
- Бронзовый призёр чемпионата России: 2009
- Обладатель Кубка Премьер-лиги: 2003
- Обладатель Кубка России: 2009/10
- Обладатель Суперкубка России (2): 2008, 2011
- Обладатель Кубка УЕФА: 2007/08
- Обладатель Суперкубка УЕФА: 2008

 «Локомотив» (Москва)
- Чемпион России: 2017/18
- Серебряный призёр чемпионата России: 2018/19
- Обладатель Кубка России (2): 2016/17, 2018/19

Личные
- Заслуженный мастер спорта России (2008)
- В списках 33 лучших футболистов чемпионата России (6): № 1 (2010, 2011/12, 2012/13, 2017/18), № 2 (2008, 2009)
- Футболист года в России по версии РФС: 2011-12[60]
- Жюри конкурса «Чемпионату России по футболу-20 лет» наряду с Сергеем Семаком признан лучшим опорным полузащитником российских чемпионатов 1992—2012 годов[61].
- Член Клуба Игоря Нетто (2015)

## Общественная позиция
В 2021 году поддержал политика Алексея Навального, находящегося под арестом после возвращения из Германии.
В 2022 году выступил против вторжения РФ на Украину.